# Wonder (中森明菜のアルバム)
『Wonder』（ワンダー）は、日本の歌手中森明菜のCD限定企画のミニ・アルバム。このアルバムは1988年6月1日にワーナー・パイオニアよりリリースされた (CD: 28XL-194, GOLD CD: 43XL-2001)。

## 背景
『Wonder』は、1987年5月発売の『CD'87』に続いてCD限定でリリースされたミニ・アルバムで、CD盤 (28XL-194)に加えて完全限定盤として24金を蒸着したGOLD CD盤 (43XL-2001)の2形態で1988年6月1日に同時発売された。
このアルバムの帯コピーには「NEW VOCAL WITH RE-MIXED VERSION」と記載されており、中森初のセルフ・プロデュースにして問題作とも言われたスタジオ・アルバム『不思議』の収録曲から「Labyrinth」、「燠火」、「ガラスの心」、「マリオネット」、「Teen-age blue」の5曲を選曲し、再録した作品である。これらの再録楽曲に加えて、同スタジオ・アルバムでは未収録であった楽曲の「不思議」が新たに収録された。本作発売後、1988年7月20日より開催された中森の全国コンサート・ツアーFemme Fataleにて、本作から「不思議」を披露している。
ジャケット写真撮影時、樹木にかぶれて大変だったというエピソードが歌番組内で語られた。

## 批評
『CDジャーナル』は本作について「全身でリゾートすることが、熱帯と温帯の入りまじった、観念としての女性の夏休暇を清涼かつ妖しく描くことだったとは。」と批評している。『Hotwax presents 歌謡曲 名曲名盤ガイド 1980's』の馬飼野元宏は、スタジオ・アルバム『不思議』のレビューの中で、同スタジオ・アルバムに対して本作は中森の歌唱が明瞭に聴き取れるバージョンであると指摘した。

## チャート成績
『Wonder』は、オリコン週間アルバムチャートの1988年6月13日付で初登場し、最高順位2位を記録した。同チャートには、計8週に渡ってランクインしている。オリコンのCDチャートでは、計10週に渡ってランクインした。

## 収録曲
| #         | タイトル          | 作詞       | 作曲                   | 編曲                               | 時間  |
| --------- | ----------------- | ---------- | ---------------------- | ---------------------------------- | ----- |
| 1.        | 「Labyrinth」     | 麻生圭子   | EUROX                  | EUROX                              | 4:58  |
| 2.        | 「燠火」          | 吉田美奈子 | 吉田美奈子             | 吉田美奈子、椎名和夫（ブラス編曲） | 4:16  |
| 3.        | 「不思議」        | 吉田美奈子 | 吉田美奈子             | 井上鑑                             | 4:34  |
| 4.        | 「ガラスの心」    | SANDII     | 井ノ浦英雄・久保田真箏 | 井上鑑                             | 4:31  |
| 5.        | 「マリオネット」  | 安岡孝章   | 安岡孝章               | EUROX                              | 4:18  |
| 6.        | 「Teen-age blue」 | 吉田美奈子 | 吉田美奈子             | 椎名和夫                           | 4:11  |
| 合計時間: | 合計時間:         | 合計時間:  | 合計時間:              | 合計時間:                          | 26:48 |

## クレジット
- 撮影: 塚田和徳[4]
- レコードメーカーディレクター: 藤倉克己、平井哲之[14]

## リリース履歴
| 発売日        | レーベル                       | 規格 | 品番       | 備考                                                |
| ------------- | ------------------------------ | ---- | ---------- | --------------------------------------------------- |
| 1988年6月1日  | ワーナー・パイオニア           | CD   | 28XL-194   |                                                     |
| 1988年6月1日  | ワーナー・パイオニア           | CD   | 43XL-2001  | ゴールドディスク完全限定盤                          |
| 1991年7月17日 | ワーナーミュージック・ジャパン | CD   | WPCL-425   | 廉価盤、紙帯                                        |
| 2023年9月27日 | ワーナーミュージック・ジャパン | CD   | WPCL-13508 | オリジナル・カラオケ付 2023ラッカーマスターサウンド |
| 2023年9月27日 | ワーナーミュージック・ジャパン | LP   | WPJL-10185 | 10インチレコード完全生産限定盤                      |

## 参照
1. ↑  中森明菜『Wonder』（12cmCD）ワーナー・パイオニア、1988年6月1日。28XL-194。
2. 1 2 3  『AKINA』（4×12cmCD）中森明菜、ワーナーミュージック・ジャパン、1993年11月10日。WPCL-770〜3。
3. ↑  “中森明菜 / WONDER [廃盤] [CD] [アルバム] - CDJournal.com”.   音楽出版社. 2012年3月19日閲覧。
4. 1 2 3 4 5  『Wonder』（12cmCD (CD, Gold CD)）中森明菜、ワーナー・パイオニア、1988年6月1日。28XL-194、43XL-2001。
5. ↑  “中森明菜 / 不思議 [再発] [CD] [アルバム] - CDJournal.com”.   音楽出版社. 2011年6月26日閲覧。
6. ↑  “不思議 | 中森明菜 | ワーナーミュージック・ジャパン - Warner Music Japan”.   ワーナーミュージック・ジャパン. 2011年6月26日閲覧。
7. 1 2 3  馬飼野元宏『Hotwax presents 歌謡曲 名曲名盤ガイド 1980's』シンコーミュージック・エンタテイメント、2006年7月20日、69頁。ISBN 440175106X。
8. ↑  『不思議』（LP）中森明菜、ワーナー・パイオニア、1986年8月11日。L-12595。
9. ↑  （1988年） 中森明菜『Femme Fatale』のツアー・パンフレット. ケン企画
10. ↑  『Live in '88 Femme Fatale』（VHS）中森明菜、ワーナーミュージック・ジャパン、1993年8月25日。WPVL-8160。
11. ↑  “中森明菜 / WONDER [再発] [CD] [アルバム] - CDJournal.com”.   音楽出版社. 2011年6月26日閲覧。
12. ↑  “検索結果-ORICON STYLE アーティスト/CD検索”. 1988年06月第2週の邦楽アルバムランキング情報.   オリコン. 2012年4月12日閲覧。
13. 1 2  『ALBUM CHART-BOOK COMPLETE EDITION 1970 〜 2005』オリコン・マーケティング・プロモーション、2006年4月25日、3、455-457頁頁。ISBN 4871310779。
14. ↑  “オリコンランキング情報サービス「you大樹」”.  Oricon Research. 2011年6月26日閲覧。
15. ↑  “中森明菜 / WONDER [再発] [CD] [アルバム] - CDJournal.com”.   音楽出版社. 2012年3月19日閲覧。